# La Tossa (Querol)
La Tossa és una muntanya de 766 metres que es troba al municipi de Querol, a la comarca catalana de l'Alt Camp.